# 砲兵刀

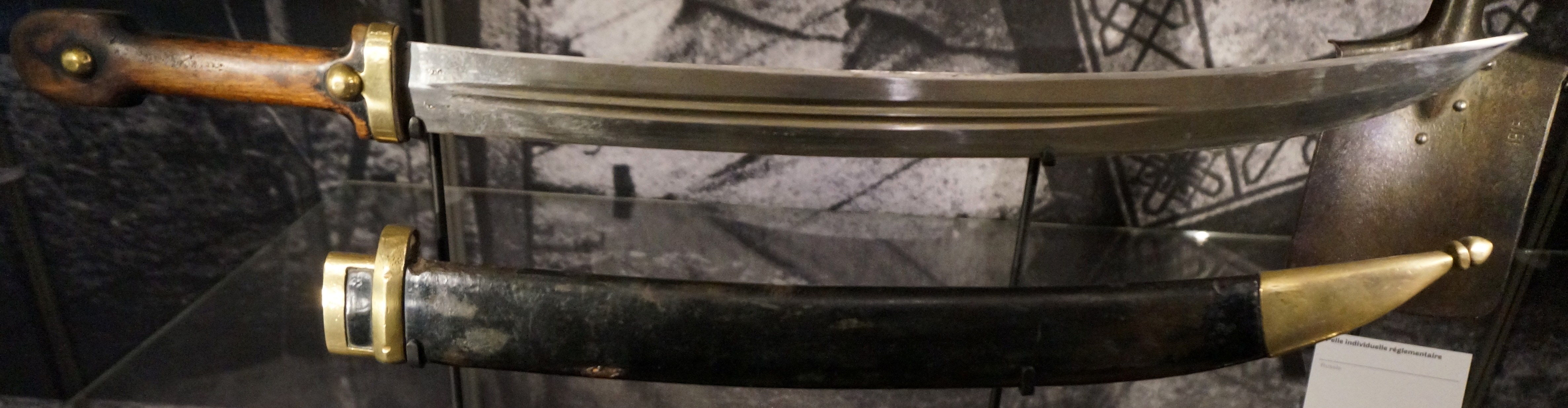
砲兵刀として用いられた、ロシアの1907年式ベーブト

砲兵刀（ほうへいとう、英語: artillery sword、フランス語: artillerie épée courte）とは、近代の軍隊が装備していた刀剣の一種である。
実際の使用目的から「粗朶ナイフ」（英語: Fascine knife、フランス語: couteau fascine、ドイツ語: Faschinenmesser）とも呼ばれた。

## 概要
18世紀から20世紀にかけて、砲兵部隊、もしくは通常は小銃を持って戦うことはない兵科の兵士が近接戦闘（白兵戦）用に装備した、大型の戦闘用ナイフである。対人戦闘用途の他、火砲の設置や陣地を構築するにあたっての草木の刈払などの雑用にも使用された。
なお、始めから「砲兵刀」として開発・製造されたものよりは、既存の短刀や短剣、大型ナイフを砲兵用の装備として採り入れたものが多いが、当初より制式装備として開発した例もある。トルコのヤタガンやロシアのベーブト（ru:Бебут）は砲兵刀として用いられたものが有名である。
19世紀の末になり、将校でなくとも個人の護身用兵器として拳銃を装備することが一般的になると廃れてゆき、また、銃剣が刺突のみを目的としたものから、戦闘用及び雑用ナイフとしての使用を意識した汎用性のあるものに変化していったことから、「軍用の大型ナイフ」としての必要性も薄れ、儀礼用や礼装用として限定的に使用されるものとなって、軍隊の実用装備としてはほぼ消滅した。

## 実用
砲兵刀は、本来は野戦砲兵他の兵科の接近戦闘用に装備されたものであるが、小銃や拳銃といった個人用火器が発達した時代においてこのようなものを用いて白兵戦を行うような状況は滅多になく、実際には専ら草木の刈り払い等の雑用刀や工兵の作業用刃物として用いられており、将兵においては「粗朶ナイフ」と通称されることが一般的であった。

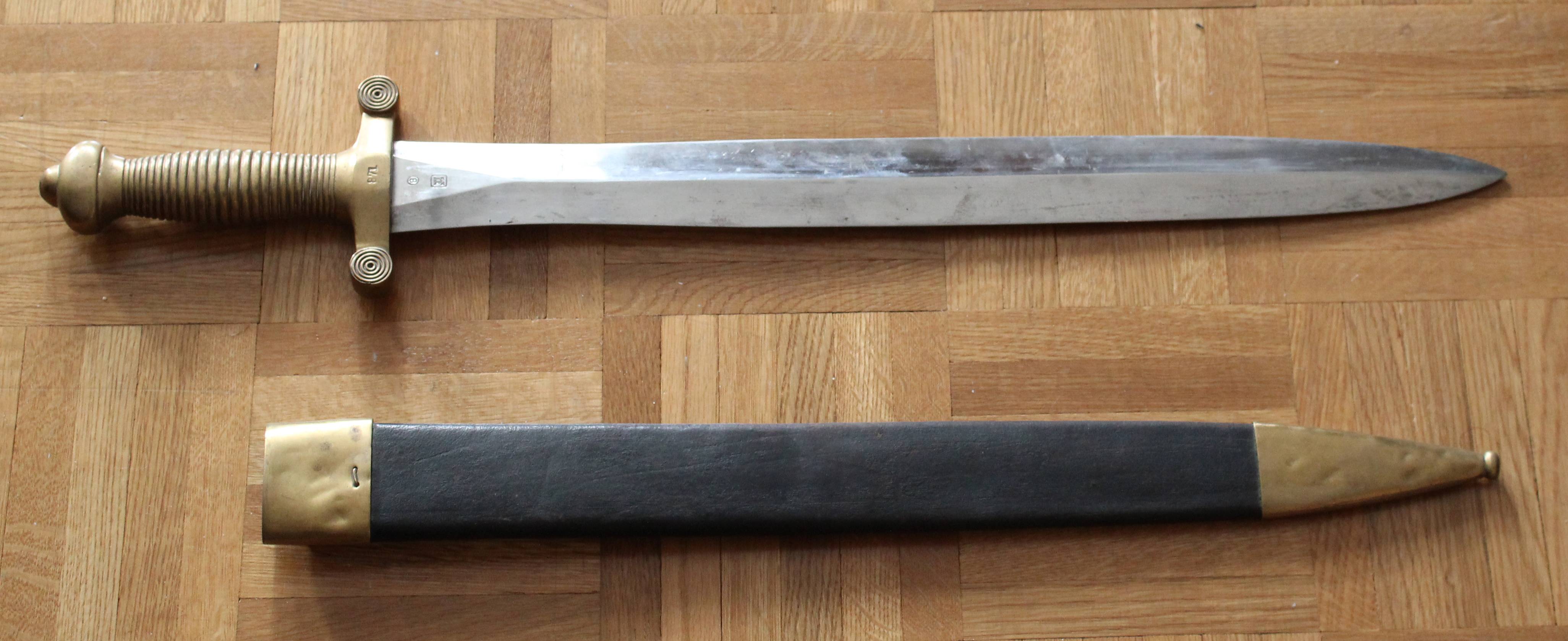
フランス軍の Modèle original 1816 artillerie épée courte （1816年式砲兵短剣） フランス軍の装備した砲兵刀には「キャベツ切り（coupe-chou）」の通称がついていた[1]。
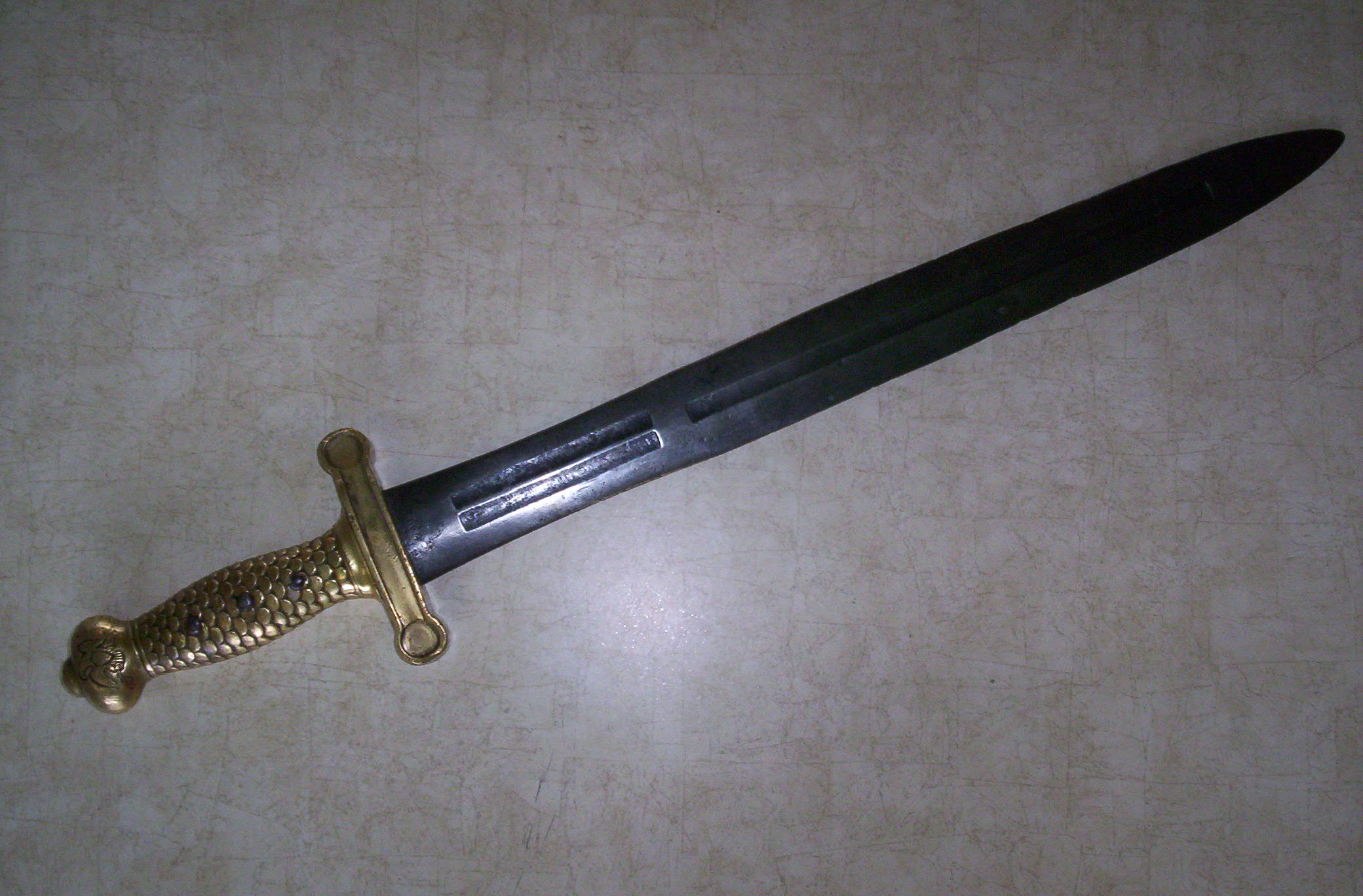
アメリカ軍の Model 1832 foot artillery short sword （1832年式野戦砲兵短剣）
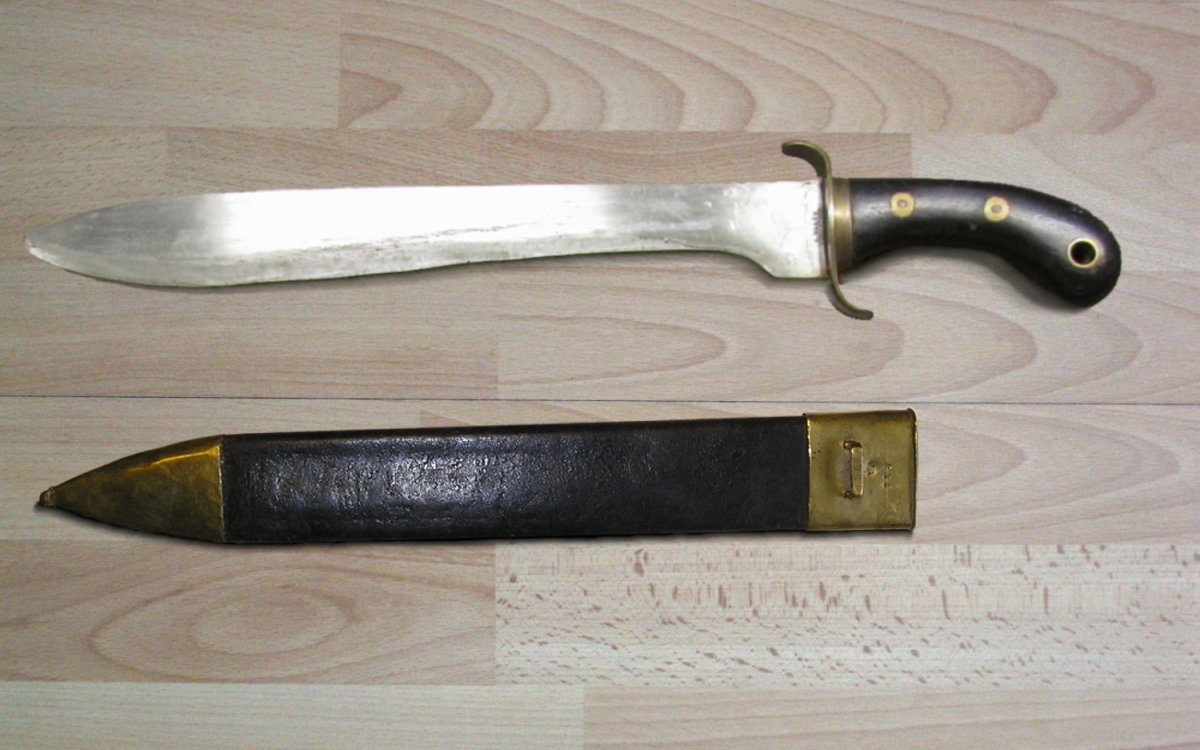
スウェーデン軍の faskinkniv m/1848 （1848年式粗朶ナイフ）

## 日本における砲兵刀
日本帝国陸軍は明治18／19年（西暦1885／1886年）、通常は個別に武器を持たない砲・工・輜重兵科の下士官・兵用に、短寸の軍刀を制定した。この下士官兵向け軍刀は砲兵工廠で製造され、「甲」・「乙」・「丙」の三種類があり、「砲兵刀」「徒歩刀」と通称された。
陸軍砲兵刀 (甲)
柄及び金具類は真鍮製。鞘は黒革に真鍮金具。全長 68cm（鞘込み）、刃長 52cm。
主に砲兵隊で用いられた。
陸軍砲兵刀（乙)
柄は木製。鞘及び金具類は鉄製黒染。全長 69cm（鞘込み）、刃長 53cm。
主に工兵隊で用いられ、「工兵刀」と通称された。柄頭（柄の後端）部分は平頭形になっており、金鎚の代用としても用いられた。
陸軍砲兵刀 (丙)
輜重隊他で用いられ、「輜重刀」と通称された。全体の形状・構成は（乙）と同じだが、刀身がやや短く、柄頭の形状が異なる。
いずれも直刀片刃の洋式刀剣で、切っ先のみ両刃となっており、片面に太い彫溝（樋）が入っていることが特徴である。全体的には村田銃用の十三年式銃剣を一回り大型化したような構成で、銃剣と共に「牛蒡（ゴボウ）剣」と呼ばれていた。両端を金具で補強した鞘に収納して「剣差（けん－さし）」と呼ぶ革製のベルト吊り具を用いて携行することも銃剣と同様である。
この他、砲兵将校もしくは砲兵下士官が個人的に特注したと見られる品があり、それらは日本刀として作られた脇差や短刀を砲兵刀として拵え直したもので、官製の外装に私物の刀身を合わせたものとなっている。

## 参照元
- 旧日本帝国陸海軍 軍刀＞明治18･19年制定 砲兵刀
- まほろば＞帝国資料館＞各種展示品＞軍刀
  - 陸軍砲兵刀 乙型
  - 陸軍砲兵刀 脇差仕込

- Arms to Armor＞Arms Identification Service＞Swords
  - FRENCH MODEL 1816 FOOT ARTILLERY SWORD
    - FRENCH MODEL 1831 FOOT ARTILLERY SWORD

  - US Model 1832 Foot Artillery Sword
  - British Pattern 1855 Land Transport Corps Short Sword